# メレディス (DD-165)
|          |                                     |
| 艦歴     |                                     |
| 発注     |                                     |
| 起工     | 1918年6月26日                       |
| 進水     | 1918年9月22日                       |
| 就役     | 1919年1月29日                       |
| 退役     | 1922年6月28日                       |
| その後   | 1936年9月29日にスクラップとして売却 |
| 除籍     | 1936年1月7日                        |
| 性能諸元 |                                     |
| 排水量   | 1,284トン                           |
| 全長     | 314 ft 5 in (95.83 m)               |
| 全幅     | 30 ft 11 in (9.42 m)                |
| 吃水     | 9 ft 2 in (2.79 m)                  |
| 機関     |                                     |
| 最大速   | 35ノット (65 km/h)                  |
| 乗員     | 士官、兵員101名                     |
| 兵装     | 4インチ砲4門 21インチ魚雷発射管4門  |

メレディス (USS Meredith, DD-165) は、アメリカ海軍の駆逐艦。ウィックス級駆逐艦の1隻。艦名はバーバリ戦争でジョン・トリップ大尉の命を救った海兵隊軍曹ジョナサン・メレディスに因む。

## 艦歴
メレディスは1918年6月26日にマサチューセッツ州クインシーのフォアリバー造船所で起工した。1918年9月22日にウィリアム・F・メレディス夫人（メレディス軍曹の曾曾甥の妻）によって進水し、1919年1月29日にボストンで艦長H・H・マイケルズ中佐の指揮下就役する。
大西洋艦隊駆逐艦隊に配属されたメレディスはロードアイランド州ニューポートに移動し、2月18日にキューバへ整調巡航に向かった。しかしながら2月22日に命令を受け、他の5隻の駆逐艦と合流しフランスから帰還するウィルソン大統領の乗艦するジョージ・ワシントン (USS George Washingtonm, ID-3018) を護衛してボストンに向かった。その後2月26日に整調巡航を再開した。
メレディスは5月1日にニューヨークを出航、ニューファンドランドのトレパシー湾に向かい、海軍のカーチス NC-4 飛行艇による初の大西洋横断飛行の先導艦任務に従事する。5月22日にボストンに帰還し、メレディスは第2駆逐小艦隊と共に東海岸を11月まで巡航、その後ニューポート沖で砲術訓練を主とした訓練を行い、続いてバージニア州ノーフォークで修理を行った。
1922年1月26日にサウスカロライナ州チャールストンで部隊に復帰し、艦隊訓練に従事後4月5日に不活性化のためフィラデルフィア海軍造船所に入渠した。メレディスは1922年6月28日に退役、フィラデルフィアに留まった後ロンドン海軍軍縮条約に従って1936年9月29日にスクラップとして売却された。